# Г'ялларгорн

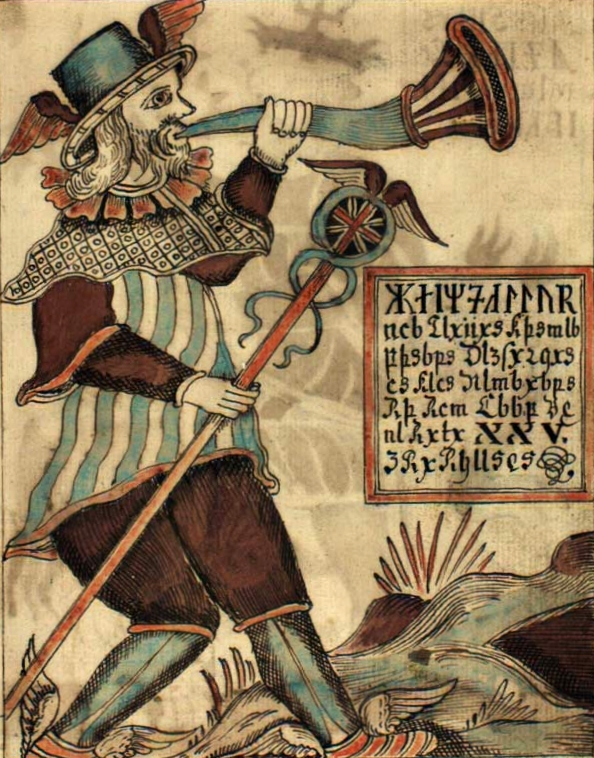
Геймдалль дує в Г'ялларгорн. Ілюстрація з ісландського рукопису XVIII століття.

В германо-скандинавській міфології, Г'ялларгорн (давньоскан. «Ріг») — золотий ріг охоронця богів Геймдалля, звук якого буде чути в усіх куточках світу. Звук цього рогу ознаменує початок Рагнароку.
Як сказано в «Пророкуванні вьольви»,
| Leika Míms synir, en mjötuðr kyndisk, at inu gamla Gjallarhorni; hátt blæss Heimdallr, horn er á lopti; mælir Óðinn við Míms höfuð. | 46. Fast move the sons of Mim, and fate Is heard in the note of the Gjallarhorn; Loud blows Heimdall\|, the horn is aloft, […] To the head of Mim does Othin give heed. | 46. Гру затіяли Міміра діти, кінець ознаймив ріг Ґ'ялларгорн; Геймдалль трубить, підняв він свій ріг, з черепом Міміра Одін говорить. |

У Видінні Гюльві, першому розділі Молодшої Едди Сноррі Стурлусона, Г'ялларгорн — ріг для пиття бога Міміра, яким він п'є з джерела мудрості. В цьому випадку може мати місце як помилка Сноррі, так й використання імені Г'ялларгорн в значенні «ріг річки Гйоль».

## Археологічні знахідки
Припускають, що особа, яка тримає ріг та меч, що її зображено на ушкодженому менському хресті), знайденому в Юрбі на острові Мен, є Геймдаллем, який тримає Г'ялларгорн.. Також існує загальна впевненість в тому, що Геймдалля, який тримає свій ріг, зображено на панелі Госфордського хреста в Англії.